# Karina Kraushaar
Karina Kraushaar (Eilenburg, 9 aprile 1971 – Amburgo, 5 marzo 2015) è stata un'attrice tedesca, che fu attiva principalmente in campo televisivo, a partire dalla fine degli anni novanta.
Tra i suoi più noti, figurano quello di Iris Wolcke nella serie televisiva Die Rettungsflieger (2000-2004), quello di Lavinia Hunter nel film TV del ciclo "Rosamunde Pilcher"  Fiori nella pioggia (Blumen im Regen, 2001) e soprattutto quello della Dottoressa Carla Dux nella serie televisiva La nostra amica Robbie (Hallo Robbie!, 2002-2007).

## Biografia

### La prematura scomparsa
Giovedì 5 marzo 2015, Karina Kraushaar viene trovata priva di sensi da un conoscente nel suo appartamento di Amburgo. L'ex-attrice, non ancora quarantaquattrenne, morirà qualche ora dopo il ricovero presso la Clinica Universitaria di Hamburg-Eppendorf : il decesso viene fatto risalire ad una sindrome da disfunzione multiorgano causata probabilmente dal lungo abuso di alcool.
Secondo le volontà della stessa attrice, le sue spoglie mortali vengono in seguito deposte nel Mare del Nord.

## Filmografia

### Cinema
- Zusammengezählt wird am Ende - cortometraggio (2003)

### Televisione
- First Love - Die große Liebe - serie TV, 1 episodio (1997)
- Buddies - Leben auf der Überholspur - film TV (1997)
- Der Bulle von Tölz - serie TV, 1 episodio (1999)
- Todsünden - Die zwei Gesichter einer Frau - film TV (1999)
- In aller Freundschaft - serie TV, 1 episodio (2000)
- Streit um Drei - serie TV, 1 episodio (2000)
- Stubbe - Von Fall zu Fall - serie TV, 1 episodio (2000)
- Squadra speciale Lipsia - serie TV, 1 episodio (2001)
- Die Rettungsflieger - serie TV, 16 episodi (2000-2004)
- Rosamunde Pilcher - Fiori nella pioggia (Rosamunde Pilcher: Blumen in Regen) - film TV (2001)
- Il nostro amico Charly - serie TV, 1 episodio (2001)
- La nostra amica Robbie (Hallo Robbie!) - serie TV, 40 episodi (2002-2007)
- Klinik unter Palmen - serie TV, 3 episodi (2002)
- Squadra Speciale Cobra 11 - serie TV, 1 episodio (2003)
- Edel & Starck - serie TV, 1 episodio (2005)

## Doppiatrici italiane
- Stella Musy ne La nostra amica Robbie[9][10]